# Hydropsyche naumanni
Hydropsyche naumanni är en nattsländeart som beskrevs av Wolfram Mey 1998. Hydropsyche naumanni ingår i släktet Hydropsyche och familjen ryssjenattsländor. Inga underarter finns listade i Catalogue of Life.